# Heleno de Freitas
 (septembre 2016).
Si vous disposez d'ouvrages ou d'articles de référence ou si vous connaissez des sites web de qualité traitant du thème abordé ici, merci de compléter l'article en donnant les références utiles à sa vérifiabilité et en les liant à la section « Notes et références ».
Heleno de Freitas (São João Nepomuceno, 12 février 1920 - Barbacena, 8 novembre 1959) est un footballeur brésilien, évoluant au poste d'attaquant. Il est considéré comme le premier craque problema (« surdoué polémique ») du football brésilien.

## Biographie
Son génie imprévisible lui valut de nombreuses expulsions du terrain, ainsi que de nombreux ennemis. Surnommé « Gilda » par ses amis et supporters, à cause de son tempérament explosif, en rapport au nom de l'actrice américaine Rita Hayworth dans le film du même nom, il fut le symbole d'un Botafogo guerrier qui ne s'avouait jamais vaincu.
Découvert par Neném Prancha (pt) dans l'équipe de plage du Botafogo, Heleno, qui commença sa carrière au Fluminense FC, arriva dans l'équipe première du Botafogo FR en 1937, avec la responsabilité de remplacer l'idole Carvalho Leite, le buteur des campagnes victorieuses en championnat de Rio de 1932 à 1935. Il ne déçut pas les supporters, avec sa grande habileté et son excellent jeu de tête.
Avec son port élégant, sur et en dehors du terrain, le joueur d'environ 1,82 m fut le principal idole des supporters du Botafogo avant Garrincha, même s'il ne remporta aucun titre avec le club. Lors de son passage au « glorioso » il marqua 209 buts en 235 matches, devenant le quatrième buteur de l'histoire du club. Il quitta le club de General Severiano en 1948, quand il fut cédé au club de Boca Juniors, en Argentine.
Il joua également pour le CR Vasco da Gama, avec qui il remporta le championnat de Rio en 1949 avec l'équipe surnommée expresso da vitória (« l'express de la victoire » en français), pour l'Atlético de Barranquilla, en Colombie, pour le Santos FC et pour l'América FC (Rio de Janeiro), où il mit fin à sa carrière. Il tenta ensuite un retour sur les terrains pour le CR Flamengo mais il se disputa avec les joueurs du club lors d'un match d'essai et ne fut pas retenu.
Il joua 18 matches pour la sélection brésilienne et marqua 14 buts entre 1944 et 1948,.

## Palmarès
- Copa Roca en 1945 avec l'équipe du Brésil
- Copa Rio Branco en 1947 avec l'équipe du Brésil
- Champion de l'État de Rio de Janeiro en 1949 avec CR Vasco da Gama.